# 토평초등학교 (제주)
토평초등학교는 대한민국 제주특별자치도 서귀포시 토평동에 있는 공립 초등학교이다.

## 학교 연혁
- 1935년 12월 25일 토평서당 설립
- 1946년 9월 1일 토평국민학교 설립인가(4학년 4학급, 토평동 1442-1)
- 1946년 11월 1일 토평국민학교 개교
- 1962년 4월 6일 영천분교장 설립인가
- 1968년 3월 1일 도지정 예절 시범학교 운영
- 1970년 3월 13일 영천국민학교 승격 개교
- 1972년 9월 10일 교지 463평 확보
- 1974년 7월 4일 실습지 1320평 기증 받음(토평동 1681번지 임야)
- 1980년 3월 1일 6학년 13학급 인가
- 1981년 3월 10일 병설유치원 개원
- 1984년 3월 1일 병설유치원 2학급 인가
- 1984년 8월 31일 급식조리실 1동 신축 및 급식기구 구입시설
- 1986년 9월 8일 전교생 도시형 급식 실시
- 1989년 3월 1일 도지정 “밝은 교실”운영 시범학교(공개: 1989. 11. 07.)
- 1990년 3월 1일 서귀포교육청지정 시범유치원 운영(공개: 1991. 11. 22.)
- 1995년 12월 8일 문화체육부지정 민속놀이 시범학교(공개: 1996. 12. 08.)
- 1996년 3월 1일 토평초등학교로 교명 변경
- 1999년 3월 1일 제주도교육청 지정 교육과정 정책연구학교
- 2000년 11월 13일 제주도교육청 지정 재량활동교육과정 정책연구학교 운영 보고회
- 2001년 3월 1일 재량활동 교육과정 연구 일반화 학교 운영(서귀포교육청)
- 2001년 9월 1일 기초학력 책임제 중심학교 운영(서귀포교육청)
- 2002년 3월 1일 토평교, 영천교 통합
- 2003년 3월 1일 교육인적자원부 지정 도서관 활용 정책연구학교(공개: 2004.10.22.)
- 2003년 4월 21일 다목적강당 인정관 개관
- 2005년 12월 5일 교육인적자원부 지정 학교 교육력 제고 시범학교
- 2006년 3월 1일 병설유치원 1학급 인가
- 2007년 3월 1일 제주특별자치도교육청 지정 교원능력개발평가 선도학교
- 2009년 3월 1일 제주특별자치도교육청 지정 인성교육 연구 시범학교
- 2009년 7월 1일 제주특별자치도교육청 지정 학력향상 창의경영학교
- 2013년 3월 1일 교육부 요청 도지정 다문화교육 정책연구학교
- 2016년 3월 1일 12학급 편성 인가
- 2017년 1월 26일 제70회 졸업(42명, 총 졸업생 4,517명)
- 2018년 3월 1일 제28대 하명금 교장 부임
- 2023년 9월 1일 제30대 고정희 교장 부임

## 참고 자료
- 토평초등학교 - 한국교육학술정보원 학교알리미